# William Paterson (botaniste)
Pour les articles homonymes, voir William Paterson (homonymie) et Paterson.
Le colonel William Paterson est un botaniste britannique, né le 10 août 1755 à Montrose, Angus et mort le 21 juin 1810 à proximité du Cap Horn.

## Biographie
Il est membre de la Linnean Society of London en 1797 et de la Royal Society en 1799. Il est jardinier à Syon House sous la direction de William Forsyth (1737-1804). Il part récolter des plantes au Cap pour le compte de la comtesse de Strathmore en 1777. Il fait quatre voyages dans l’intérieur des terres jusqu’à son départ en 1780. De 1781 à 1785, il est commissionné dans le 98e régiment en garnison en Inde. Il se rend en Australie en 1791 comme capitaine du 102e régiment. Il avait sollicité Sir Joseph Banks (1743-1820) pour obtenir son soutien à sa candidature à la Royal Society mais celui-ci lui avait dit qu'il conservait cette demande tant qu'il n'avait pas contribué de façon plus significative à l'avancée de la science. Il y récolte des plantes pour W. Forsyth et Sir Joseph Banks (1743-1820), ainsi que des semences pour les pépinières de James Lee (1715-1795) et James Colvill (v. 1777-1832).
De 1800 à 1810, il est lieutenant gouverneur de Nouvelle-Galles du Sud. Paterson fait paraître Narrative of Four Journeys into the Country of the Hottentots and Caffraria in... 1777-1779 (1789). Ce n'est qu'après son retour en Grande-Bretagne que Paterson devient membre de la Royal Society le 17 mai 1798.
Robert Brown (1773-1858) lui dédie en 1807 le genre Patersonia de la famille des Iridaceae.

## Source
- Ray Desmond (1994). Dictionary of British and Irish Botanists and Horticulturists includins Plant Collectors, Flower Painters and Garden Designers. Taylor & Francis and The Natural History Museum (Londres).
- P.S. Short (dir.) (1990). History of systematic botany in Australia, Australian Systematic Botany Society Inc. (Victoria) : v + 326 p.